# Dodge County, Nebraska
Dodge County är ett administrativt område i delstaten Nebraska, USA. År 2010 hade countyt 36 691 invånare. Den administrativa huvudorten (county seat) är Fremont.

## Geografi
Enligt United States Census Bureau har countyt en total area på 1 409 km². 1 384 km² av den arean är land och 25 km² är vatten.

### Angränsande countyn
- Burt County - nordöst
- Washington County - öst
- Douglas County - sydöst
- Saunders County - syd
- Colfax County - väst
- Cuming County - nord

### Orter
- Ames
- Dodge
- Fremont (huvudort)
- Hooper
- Inglewood
- Nickerson
- North Bend
- Scribner
- Snyder
- Uehling
- Winslow